# Hylaeus basalis
Hylaeus basalis är en biart som först beskrevs av Smith 1853. Den ingår i släktet citronbin och familjen korttungebin. Inga underarter finns listade i Catalogue of Life.

## Beskrivning
Hylaeus basalis är ett långsträckt, nästan helsvart bi med lätt rökfärgade vingar samt ben och antenner som är mörkt röda (nästan svarta hos hanen). Hanen har dessutom gula markeringar på nederdelen av ansiktet (utom överläpp och käkar), på främre delen av de starkt förstorade antennbaserna och på benen. Längden för båda könen är mellan 8 och 9 mm.

## Ekologi
Arten flyger mellan maj och augusti. Den är polylektisk, med andra ord hämtar den näring från blommande växter ur många olika familjer, framför allt rosväxter men även flockblommiga växter, korgblommiga växter, näveväxter, vinbärssläktet, strävbladiga växter, slideväxter och ranunkelväxter. Pollen, som blandat med nektar tjänar till föda för larverna, hämtas dock nästan uteslutande från rosväxter, med visst bidrag från korgblommiga växter.

### Fortplantning
Arten är solitär; honan konstruerar larvbona med hjälp av körtelsekret. Bona kan parasiteras av bistekeln Gasteruption assectator. Avkomman övervintrar som vilolarv.
Då arten inte är vanlig, har försök gjorts att förse den med konstgjorda bon för uppfödning av larverna.

## Utbredning
Utbredningsområdet omfattar södra Kanada från British Columbia till Nova Scotia och Newfoundland samt söderut till Idaho, Colorado, Wisconsin, Michigan och New York i USA.